# 香料メーカー
香料メーカー（こうりょうメーカー、英: Flavor companiesあるいは英: Fragrance companies）とは、香料、すなわち食品用のフレーバー、および香水や芳香剤をはじめとする香粧品用のフレグランスの製造を行う企業群である。フレーバーの製造は食品メーカー、合成香料の製造は化学メーカーの、それぞれ一分野と捉える事ができる。一般に、香料は食品メーカーや香粧品メーカーからの発注によりオーダーメイド生産される。

## 欧米の香料メーカー
世界の香料会社の起源は18世紀の南フランスの都市・グラースに端を発する。1757年に世界初の香料メーカーであるソジオ社、1768年にアントワン・シリス社が創業し、1830年代には45社が競い合ったが、世界的な業界再編に飲まれその多くが名前を消し、グラースには1817年設立のシャラボ（Charabot）社、1850年設立のロベルテ（Robartet）社、1871年設立のヴェ・マンフィス(V.Mane fils)社の大手3社の他に、小規模な調合香料メーカー10社ほどが残る程度である。
スイスでは1895年にジボダンとChuit & Naef Company（現在のフィルメニッヒ）が設立され、この2社が2014年の米ドル売上高ベースで世界シェア1位・2位を占めている。Chuit & Naef Companyで合成ムスクなどの研究を行ったレオポルト・ルジチカは、1939年にノーベル化学賞を受賞した。フランスの香料メーカーの多くが天然物からの抽出を得意とするのに対し、スイスの香料業界は合成香料の製造を得意とする。
ドイツでは1874年にハーマン&ライマー社が創業。世界で初めてバニリンやヨノンの工業生産を行い、1995年にフレグランスメーカーのフロラシンス社を傘下に収めた。1919年には総合香料メーカーのドラゴコ社が創業した。2002年、北欧の投資ファンドEQTはハーマン&ライマーとドラゴコの株式の大半を取得し、翌2003年には2社の事業を統合した新会社シムライズが設立された。
オランダで1905年に創業した総合香料メーカー、ナールデン社は1987年にユニリーバの傘下に入り、クエストインターナショナルと社名を改めた。1996年にイギリスのICIに買収され、さらに2007年にはジボダンに買収された。イギリスで、フレーバーメーカーのブッシュ社、化学合成メーカーのボーク・ロバーツ社、天然香料メーカーのスタッフォード・アレン社が1966年に合併して設立されたブッシュ・ボーク・アレン社は2000年にアメリカのIFFに買収された。
アメリカでは、1958年にヴァン・アメリンゲン社がオランダの合成香料メーカーのポーラック＆シュヴァルツ社を買収してインターナショナル・フレバー・アンド・フレグランス（IFF）社が設立された。IFFは2014年の売上高世界3位で、フレーバー・フレグランス・合成香料がそれぞれ1/3と均整のとれた事業比率となっている。
|                            | 創業   | 本社                   | 2014年度売上高 （百万USD、推計値含む） | 市場占有率 |
| -------------------------- | ------ | ---------------------- | -------------------------------------- | ---------- |
| ジボダン                   | 1895年 | スイス・ヴェルニエ     | 4818.5                                 | 19.4%      |
| フィルメニッヒ             | 1895年 | スイス・ジュネーヴ     | 3375.2                                 | 13.6%      |
| IFF                        | 1958年 | 米国・ニューヨーク市   | 3088.5                                 | 12.4%      |
| シムライズ                 | 1915年 | ドイツ・ホルツミンデン | 2818.0                                 | 11.3%      |
| 高砂香料工業               | 1920年 | 日本・東京都           | 1247.1                                 | 5.0%       |
| ワイルドフレーバーズ       | 1994年 | 米国・アーランガー     | 1241.3                                 | 5.0%       |
| マネ (香料メーカー)        | 1871年 | フランス・グラース     | 1022.1                                 | 4.1%       |
| フルータロム               | 1933年 | イスラエル・ハイファ   | 819.5                                  | 3.3%       |
| センシエントテクノロジーズ | 1882年 | 米国・ミルウォーキー   | 724.7                                  | 2.9%       |
| ロバーテット               | 1850年 | フランス・グラース     | 518.4                                  | 2.1%       |

## 日本の香料メーカー
日本の香料メーカーの企業数は大小合わせて約200社で、年間国内生産量8万トン、市場規模は2,000億円程度と推測されている。そのうち、株式を公開しているのは高砂香料工業（東証1部、銘柄コード4914）、長谷川香料（東証1部、4958）、曽田香料（ジャスダック、4965 東レおよび三井物産の公開買付けにより2017年上場廃止）の3社である。高砂香料を除く日本の香料メーカーの多くは漢方薬商から発展しており、1893年創業の小川香料、1908年より香料の取り扱いを始めた塩野香料をはじめ業歴100年を超える老舗企業も少なくない。
2005年度の売上高ベースでの上位10社は下記のとおりである。首位の高砂香料は583億、2位の長谷川香料は455億で、3位の小川香料193億とは大きく水をあけている。世界的にみると、高砂香料の2014年の米ドルベースでの売上高は世界5位、長谷川香料は同11位に食い込んでいる。日本ではこれまで大規模な業界再編は起きていないが、長谷川香料は2014年10月にマレーシアのペレスコル社を買収し、ハラール認証の取り組みを進めている。欧米のメーカーがフレーバーとフレグランスを半々程度で扱うのに対し、日本の香料業界ではフレーバーの比率が高い特徴がある。
|                      | 創業 ※＝香料事業開始年 | 本社         | 2005年度売上高 （百万円） |
| -------------------- | ---------------------- | ------------ | ------------------------- |
| 高砂香料工業         | 1920年                 | 東京都大田区 | 58,365                    |
| 長谷川香料           | 1903年                 | 東京都中央区 | 45,570                    |
| 小川香料             | 1893年                 | 東京都中央区 | 19,334                    |
| 曽田香料             | 1915年                 | 東京都中央区 | 18,329                    |
| 長岡香料             | 1895年                 | 大阪市中央区 | 11,562                    |
| ジボダンジャパン     | -                      | 東京都目黒区 | 11,350                    |
| 塩野香料             | 1908年※                | 大阪市中央区 | 7,952                     |
| 富士フレーバー       | 1971年                 | 東京都羽村市 | 6,850                     |
| アイ・エフ・エフ日本 | 1963年                 | 東京都品川区 | 5,700                     |
| 稲畑香料             | 1897年※                | 大阪市淀川区 | 5,288                     |